# チェレニャーノ
チェレニャーノ（伊: Ceregnano）は、イタリア共和国ヴェネト州ロヴィーゴ県にある、人口約3,400人の基礎自治体（コムーネ）。

## 地理

### 位置・広がり

#### 隣接コムーネ
隣接するコムーネは以下の通り。
- アドリア
- クレスピーノ
- ガヴェッロ
- ロヴィーゴ
- ヴィッラドーゼ

### 気候分類・地震分類
チェレニャーノにおけるイタリアの気候分類 (it) および度日は、zona E, 2466 GGである。
また、イタリアの地震リスク階級 (it) では、zona 3 (sismicità bassa) に分類される。

## 行政

### 分離集落
チェレニャーノには、以下の分離集落（フラツィオーネ）がある。
- Canale, Lama Polesine, Pezzoli